# Exobasidium miyabei
Exobasidium miyabei är en svampart som beskrevs av Nagao, Akimoto & Kishi 2003. Exobasidium miyabei ingår i släktet Exobasidium och familjen Exobasidiaceae.   Inga underarter finns listade i Catalogue of Life.